# Dominic Hubbard, 6. Baron Addington

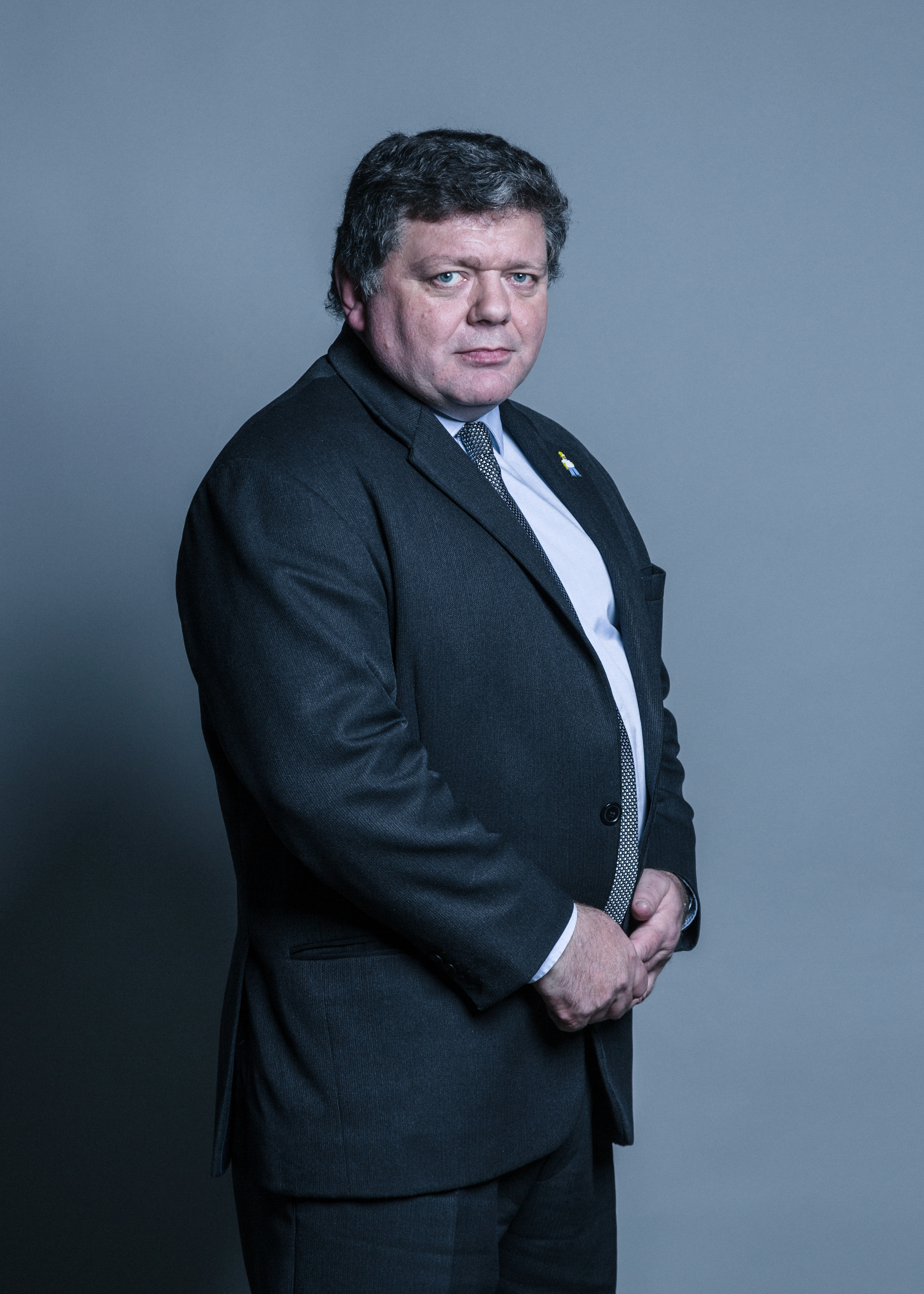
Dominic Hubbard, 6. Baron Addington

Dominic Bryce Hubbard, 6. Baron Addington (* 24. August 1963) ist ein britischer Politiker der Liberal Democrats und Peer.

## Leben und Karriere
Hubbard wurde am 24. August 1963 als Sohn von James Hubbard, 5. Baron Addington, und Alexandra Patricia Millar geboren.
Er besuchte die Hewett School in Norwich und studierte an der University of Aberdeen Geschichte. Er schloss 1988 mit einem Master of Arts ab.
Hubbard ist Vorsitzender (Chairman) von Microlink PC (UK) Ltd. Außerdem ist er Präsident der British Dyslexia Association, Vizepräsident der UK Sports Association und des Lakenham Hewitt Rugby Club.
Er gehört der Hereditary Peerage Association derzeit nicht an. Im November 2008 besuchte er die Rugby Expo.

## Mitgliedschaft im House of Lords
Mit dem Tod seines Vaters 1982 erbte er den Titel eines Baron Addington und den damals damit verbundenen Sitz im House of Lords. Am 1. Juli 1986 nahm er erstmals seinen Sitz ein, als jüngster Peer zu dem Zeitpunkt mit 22 Jahren. Seine Antrittsrede hielt er am 4. März 1987.
Als Themen von politischem Interesse nennt er auf der Webseite des Oberhauses Bildung, Gefängnisreform, Behinderung und Sport.
Er ist Legastheniker und spricht regelmäßig über Angelegenheiten mit Bezug auf das Thema Behinderung.
Von 1994 bis 2009 war er liberaldemokratischer Sprecher für Arbeit und soziale Dienste/Pensionen und Behinderung, sowie von 1995 bis 2010 für Kultur, Medien und Sport.
Von 2002 bis 2010 war Hubbard Whip der Liberal Democrats, davon 2005 bis 2010 als stellvertretender leitender Whip (Deputy Chief Whip).
Von 2007 bis 2010 war er Sprecher für Verteidigung.
Hubbard ist einer von 90 gewählten Hereditary Peers, die derzeit dem House of Lords angehören. Er landete bei der Wahl auf Platz 3 von drei Mandaten, die an seine Partei vergeben wurden. Die beiden anderen waren Conrad Russell, 5. Earl Russell, und Eric Lubbock, 4. Baron Avebury. 2002 wurde Hubbard Vorsitzender der Sports Group, seit 2003 hat er den Vorsitz der Rugby Union Group inne.
Hubbard war im Zeitraum ab 2001 regelmäßig an Sitzungstagen anwesend.

## Familie
Er ist mit Elizabeth Anne Morris seit 1999 verheiratet. Sie haben keine Kinder.
Mutmaßlicher Titelerbe (Heir Presumptive) seines Titels ist der jüngere Bruder, Hon. Michael Hubbard.
Dominic Hubbard lebt in London.